# 우졸우인전
《우졸우인전》(The Dunciad, 1728년, 개정증보 1742년)은 포프의 장편 풍자시이다.
처음에 익명으로 발표하였다. 제목의 ‘우인’이란 건전한 이성과 고상한 취미에 반대되는 것을 가리킨다. ‘우둔’의 여신이 지배하는 왕국을 빌어 당시의 영국문단을 개펄의 늪으로 비유하여 작가가 항상 언짢게 여겼던 출판업자, 작가, 학자, 비평가들을 철저하게 우롱 야유한 희롱의 시이다.
발표의 직접 동기는 셰익스피어 연구가인 데오볼드에 대한 격분이며, 최초에는 그가 야유를 받는 중심인물이었으나 뒤의 판에서는 계관시인 시바가 그와 바뀌게 된다. 소설가 디포, 고전학자 벤트리, 비평가 데니스와 기타 많은 유명무명의 인사가 공격의 대상이 되고 있다. 문단에 악폐(惡弊)를 끼치고 인간성을 상실한 학자와 교육 등에 대한 비판도 있지만 인신공격적인 요소가 짙다.
오늘날에 와서는 그것을 읽기 위하여 상세한 주석(註釋)이 필요하지만 흔한 풍자와는 전혀 다른 독자적인 것으로서 20세기의 지성파 시인에게도 영향을 주고 있다.